# Martín Cortés Zúñiga
Martín Cortés Zúñiga (Cuernavaca, 1533-Madrid, 13 de agosto de 1589), II marqués del Valle de Oaxaca, militar aristócrata e hijo de Hernán Cortés.
Martín Cortés fue el hijo del conquistador de México Hernán Cortés y de su esposa Juana Zúñiga. Al ser su único heredero legítimo fue quien ostentó el título de marqués del Valle de Oaxaca, lo que le convirtió en uno de los primeros nobles españoles en territorio americano.

## Biografía
Martín Cortés nació en Cuernavaca, actual estado de Morelos, en el entonces virreinato de la Nueva España, hoy México. Fue hijo de Hernán Cortés y Juana de Zúñiga. Tenía un hermano mayor del mismo nombre nacido en 1523 y muerto en 1595, hijo de Hernán Cortés y doña Marina, «la Malinche», que fue llamado el Mestizo y vivió junto con su medio hermano.
En 1540 Martín Cortés viajó con su padre a España poniéndose a las órdenes del rey Carlos I de España y después sirvió a su sucesor, Felipe II. Como militar del ejército real, participó en la batalla de San Quintín, en 1557 y en la campaña de los Países Bajos.
Durante su estancia en España se casó con su sobrina, Ana Ramírez de Arellano, además de mantener relación con la aristocracia e intelectualidad del momento, como el escritor López de Gómara (que le dedicó la biografía sobre Hernán Cortés, su padre, que había escrito). 
En 1563 vuelve a México, entonces virreinato de la Nueva España, donde fue muy bien recibido. Con él llegaron sus hermanos Luis y Martín «el Mestizo». En ese momento, Martín Cortés estaba considerado, por sus propiedades y riquezas la persona más rica de la Nueva España. En aquellos momentos, siglo XVI, la nueva Ciudad de México estaba viviendo un período de desmesura. Luis y Martín (a diferencia de su hermano) pronto dieron muestras de arrogancia y derroche.
Martín Cortés se puso a la cabeza del movimiento que, integrado por algunos encomenderos, luchaba por evitar la abolición de las encomiendas y por conseguir mayor autonomía. A la muerte del virrey Luis de Velasco en 1564 es nombrado por el ayuntamiento de la Ciudad de México capitán general, nombramiento que le enfrentó con la Audiencia. Este enfrentamiento en el cual Martín llegó a insinuar la independencia del Virreinato, desembocó en una sublevación, en 1565, por la cual quisieron coronarle como rey de Nueva España.
El fracaso de la sublevación llevó al arresto de los cabecillas, entre los que estaban Martín y el rico e influyente Alonso de Ávila sobrino del conquistador homónimo. El 16 de julio de 1566 eran detenidos Martín Cortés y sus hermanos Luis y Martín "el Mestizo", y se dictaron condenas a muerte para todos ellos. El nuevo virrey, Gastón de Peralta, marqués de Falces, salvó a toda la familia Cortés de ser ejecutados tal y como lo fueron los también descendientes de conquistadores Gil González de Ávila y Alonso de Ávila, que fueron ejecutados frente al Ayuntamiento. Rodaron sus cabezas y fueron exhibidas en las picotas, mientras que sus cuerpos recibieron entierro en San Agustín.
Fue procesado de nuevo en España, a la que le trasladaron en abril de 1567 y a resultas del juicio fue desposeído de sus bienes y condenado a pagar una fuerte multa, a la vez que le desterraban a Orán. 
En 1574 se le amnistió devolviéndole sus bienes y permitiéndole abandonar Orán, aunque no podía volver a México, por lo que retornó a la península, mientras que su hermano Luis, que corrió la misma suerte, sí pudo regresar a Nueva España. Durante esta nueva estancia en Castilla, volvió a contraer matrimonio en Toledo el 4 de octubre de 1581 con Magdalena de Guzmán, hija de Lope de Guzmán, Caballero de Santiago, Oidor de la Chancillería de Granada y Gentilhombre de cámara de Felipe II, hasta que fue nombrado Maestresala de Isabel de Valois, encargándose de dirigir el viaje de venida de la nueva reina desde la frontera francesa, lo que le permitió introducir a su hija en el grupo de damas españolas que servirían a la nueva reina. Sin embargo, en 1567, Magdalena había sido recluida por orden del rey en un convento toledano por los problemas derivados de las palabras de matrimonio que le había hecho Fadrique Álvarez de Toledo, marqués de Coria y futuro IV duque de Alba, matrimonio que no se llegó a celebrar. Finalmente, después de más de doce años de reclusión y abandono, contrajo matrimonio con Martín Cortés en 1581 y, una vez viuda, será conocida como la marquesa del Valle, volviendo a protagonizar un nuevo conflicto en la corte de Felipe III. Será acusada de conspirar contra el valimiento del duque de Lerma desde la cámara de la reina Margarita de Austria, donde ejercía también de aya de la infanta Ana desde 1601, lo que supuso, de nuevo, su prisión y posterior destierro de la corte hasta su fallecimiento en 1621.
Martín Cortés murió en Madrid, el 13 de agosto de 1589. Debido a la muerte sin sucesores de sus hijos, el título del marquesado pasará sucesivamente por dos de sus hijos Fernando y Pedro, pasando a su sobrina Estefanía, V marquesa del Valley, hija de Juana Cortés Ramírez de Arellano, quien premurió a su hermano Pedro.